# Thorectes orocantabricus
Thorectes orocantabricus là một loài bọ cánh cứng trong họ Geotrupidae. Loài này được miêu tả khoa học năm 2000 bởi Verdú & Galante.